# Jacques Laffitte (politik)
Jacques Laffitte (24. října 1767 Bayonne – 26. května 1844 Paříž) byl francouzský bankéř a politik liberální orientace. Byl premiérem Francie v letech 1830–1831 (4 měsíce a 11 dní) a guvernérem Banky Francie v letech 1814–1820. Premiérský post (první v nové červencové monarchii) ho politicky zdiskreditoval a finančně zruinoval. Jeho vláda nedokázala po červencové revoluci obnovit pořádek, a proto Laffitte po roce 1830 již žádnou velkou politickou roli nesehrál. V obchodu se odrazil ode dna v roce 1836, kdy založil Caisse Générale du Commerce et de l'Industrie, předchůdce investičních bank.

## Život
Narodil se v Baskicku v rodině tesaře. Nějaký čas se učil u svého otce, ale nakonec si našel úřednické místo u místního notáře a obchodníka. V roce 1788, ve věku 21 let a v předvečer revoluce, přijel do Paříže, kde nastoupil jako účetní do kanceláře významného švýcarského bankéře Jeana-Frédérica Perregauxe (1744–1808). Perregaux byl bankéř s bohatou klientelou, důležitými zahraničními konexemi a přáteli na vysokých místech. Byl to chytrý, kosmopolitní obchodník, který vydělal na revoluci. Pomohl financovat Napoleonův vzestup k moci a v roce 1800 se stal zakladatelem Banky Francie a prezidentem její Rady regentů. Laffitte se stal Perregauxovou pravou rukou a v roce 1806 byl povýšen na partnera. Roku 1807, po zhoršení zdraví Perregauxe, se Laffitte stal de facto šéfem banky. Životopiskyně Virginie Monnierová poznamenala: "Poprvé v historii francouzských bank převzal úředník místo svého patrona."
Když Perregaux v roce 1808 zemřel, Laffitte převzal i jeho místo v centrální bance. Stal se také prezidentem pařížské obchodní komory (1810–1811) a byl jmenován soudcem obchodního soudu v Seine (1813). Po porážce Napoleona v roce 1814 byl novým králem Ludvíkem XVIII. jmenován prozatímním guvernérem národní banky. Napoleon, když byl na své cestě do definitivního exilu po Waterloo (15. června 1815), údajně uložil 6 milionů franků v Laffittově bance. Když se později v roce 1826 bojovalo o Napoleonův majetek, Laffitte vyčíslil Napoleonovy peníze na 3 856 121 franků včetně úroků.
Během restaurace Bourbonů byla Laffittova banka jednou z nejbohatších soukromých bank v Paříži. V roce 1818 Laffitte koupil zámek ze 17. století Château de Maisons poblíž Paříže, navržený slavným architektem Françoisem Mansartem. Před revolucí byl zámek majetkem bratra Ludvíka XVI., hraběte d'Artois, který nastoupil na trůn v roce 1824 jako Karel X. Zisk bývalého královského zámku byl velký symbol vzestupu měšťanstva a jeho moci. V letech 1821–1822 byl Laffitte hybnou silou při založení Compagnie des Quatre Canaux, akciové společnosti, která pomohla financovat velký program výstavby plavebních kanálů iniciovaný vládou. Laffittovo konsorcium získalo polovinu celkové hodnoty půjček poskytnutých vládě.
Laffitte pohlížel na návrat Bourbonů zpočátku příznivě. Poskytoval finanční pomoc Ludvíkovi XVIII. i během Sta dnů. V roce 1815 byl zvolen do sněmovny a pokračoval jako poslanec po celou dobu restaurace s výjimkou let 1824–27. Stejně jako jeho kolega bankéř Casimir Pierre Périer zaujímal v parlamentu liberální postoje, tehdy "levicové". Vystupoval na podporu konstituční monarchie, svobody tisku, svobody podnikání a transparentnosti ve vládních financích. Jak se bourbonský režim po roce 1820 stával stále konzervativnějším, Laffitte byl stále více nespokojeným a opozičním, což ho roku 1820 také stálo místo guvernéra. Spolu s Perierem vedl ve 20. letech ve sněmovně kampaň proti tomu, jak hrabě Villèle zacházel s financemi z vládního programu výstavby kanálů. V roce 1825 přesto hlasoval pro Villèleův plán na odškodnění za pozemky zkonfiskované během revoluce. Jeho nespokojenost s režimem ovšem prudce vzrostla poté, co se v roce 1824 stal králem Karel X. Ze strachu z rostoucí liberální a republikánské opozice král nakonec v roce 1829 dosadil do funkce premiéra ultraroajalistu Julese de Polignac. Když byli Polignacovi ultraroajalisté poraženi ve volbách v roce 1830, vydal král 25. července 1830 nechvalně proslulé dekrety, kterými pozastavil svobodu tisku, rozpustil poslaneckou sněmovnu a změnil volební zákony ve prospěch pozemkové šlechty. Výsledkem byla červencová revoluce roku 1830.
Laffitte byl jedním z prvních a nejrozhodnějších zastánců svržení Karla X. a ustavení nové vlády Ludvíka Filipa. Laffittův dům v Paříži se stal ústředím "Strany pohybu", která z Ludvíka Filipa učinila "občanského krále" reformované konstituční monarchie. Karel X. uprchl do Anglie, jeho ministři byli zatčeni a Laffitte byl jmenován předsedou sněmovny a záhy i předsedou vlády a ministrem financí (2. listopadu 1830 – 13. března 1831). Brzy se však ukázalo, že je mnohem lepší finančník než politický vůdce. Jeho vláda, rozpolcená mezi nutností zachovat pořádek a potřebou usmířit si zradikalizované pařížské obyvatelstvo, neuspěla ani v jednom. Pro umírněné liberály ve sněmovně, jako byl Casimir Perier, a dokonce i pro samotného krále, Laffittovo vyjednávání s populárními revolučními osobnostmi posouvalo Francii nebezpečně k založení republiky. Po 131 dnech zmatků a nerozhodnosti byl Laffitte nucen rezignovat a Perierova Strana pořádku sestavila nový kabinet, který začal zasahovat proti rozbouřené ulici silou. Laffitte si udržel své místo ve sněmovně i po roce 1831, ale nikdy se již nestal členem žádné vlády.
Laffitte těžce tratil i ekonomicky. Revoluce zhoršila již tak mizernou kondici francouzského hospodářství. Laffitova banka utrpěla ztrátu 13 milionů franků a v lednu 1831 šla do likvidace. Aby pomohl pokrýt ztráty, Laffitte přesvědčil guvernéra centrální banky, aby zařídil bezprecedentní půjčku ve výši 7 milionů franků. Za 6 milionů franků prodal rodinné lesy v Breteuil králi Ludvíku Filipovi, což ale Laffitta poškodilo politicky poté, když král prodej zveřejnil. Laffitte dokázal uchránit alespoň Château de Maisons, byť jeho rozsáhlé parky musel rozparcelovat na pozemky pro stavbu vil pro bohaté Pařížany, kterýžto projekt podpořil i dostavníkovou linkou z Paříže. Byl to pozoruhodný a průkopnický experiment v oblasti rozvoje předměstí.
V roce 1837 založil Caisse Générale du Commerce et de l'Industrie, aby pomohl poskytovat dlouhodobé úvěry průmyslovému podnikání. Podnik byl kapitalizován na 55 milionů franků. Francouzská centrální banka zavedla některá nepříjemná omezení (kvůli nimž nemohl mít ústav v názvu slovo "banka"), ale jinak se podnik vyvíjel zdárně. Laffittovými hlavními společníky byli jeho bratr Martin Laffitte (1783–1840) a cukrovarnický průmyslník François Lebaudy (1799–1863). Nová Laffittova banka roku 1843 zahájila rozvoj železnice ve Francii půjčkou 10 milionů franků na stavbu severní dráhy. V té době však již byl Laffitte vážně nemocný. Trpěl plicní chorobou, na niž v roce 1844 zemřel. Caisse Générale pokračovala několik let pod vedením bankéře Alexandra Goüina (1792–1872), ale nepřežila revoluci v roce 1848 a s ní spjatou ekonomickou krizi.